# 鄚子潢
鄚子潢（越南语：／；？—1780年），越南河僊鎮統治者鄚天賜長子，也是其認定的繼承人，官職為河僊鎮協鎮潢濱侯。
鄚子潢是鄚天賜的嫡長子，為阮氏所生。景興三十二年（1771年）十月，暹羅大舉入侵河僊，河僊失守。鄚子潢與弟弟鄚子淌、鄚子溶一起，保護鄚天賜下戰船，逃往鎮江道尋求避難。三十四年（1773年），暹羅與越南的阮主達成和解，暹羅王鄭昭命令軍隊撤離河僊。鄚天賜派鄚子潢先回河僊整理。
景興三十六年（1775年）春，北方鄭主軍隊破順化，阮主阮福淳逃到嘉定。鄚天賜率諸子拜謁，鄚子潢受封為掌營，他因此被尊稱為「翁掌」（Ông Chưởng）。三十八年（1777年），隨鄚天賜逃往暹羅，獲得鄭昭的收留。
景興四十一年（1780年）夏，鄚天賜受到鄭昭的猜忌而下獄。不久鄚天賜自殺，鄚子潢與五十三人一起被鄭昭處決。
鄚子潢與夫人許氏育有兒子鄚公栢、鄚公柱、鄚公柄，又與妾生下鄚公材、鄚公榆。在鄚氏一族遇害時，鄚公柄、鄚公材、鄚公榆三人藏匿暹羅民間，倖免於難。他與鄚天賜、鄚子溶的遺體於1789年被鄚公柄帶回河僊安葬。